# Salonwagen LI

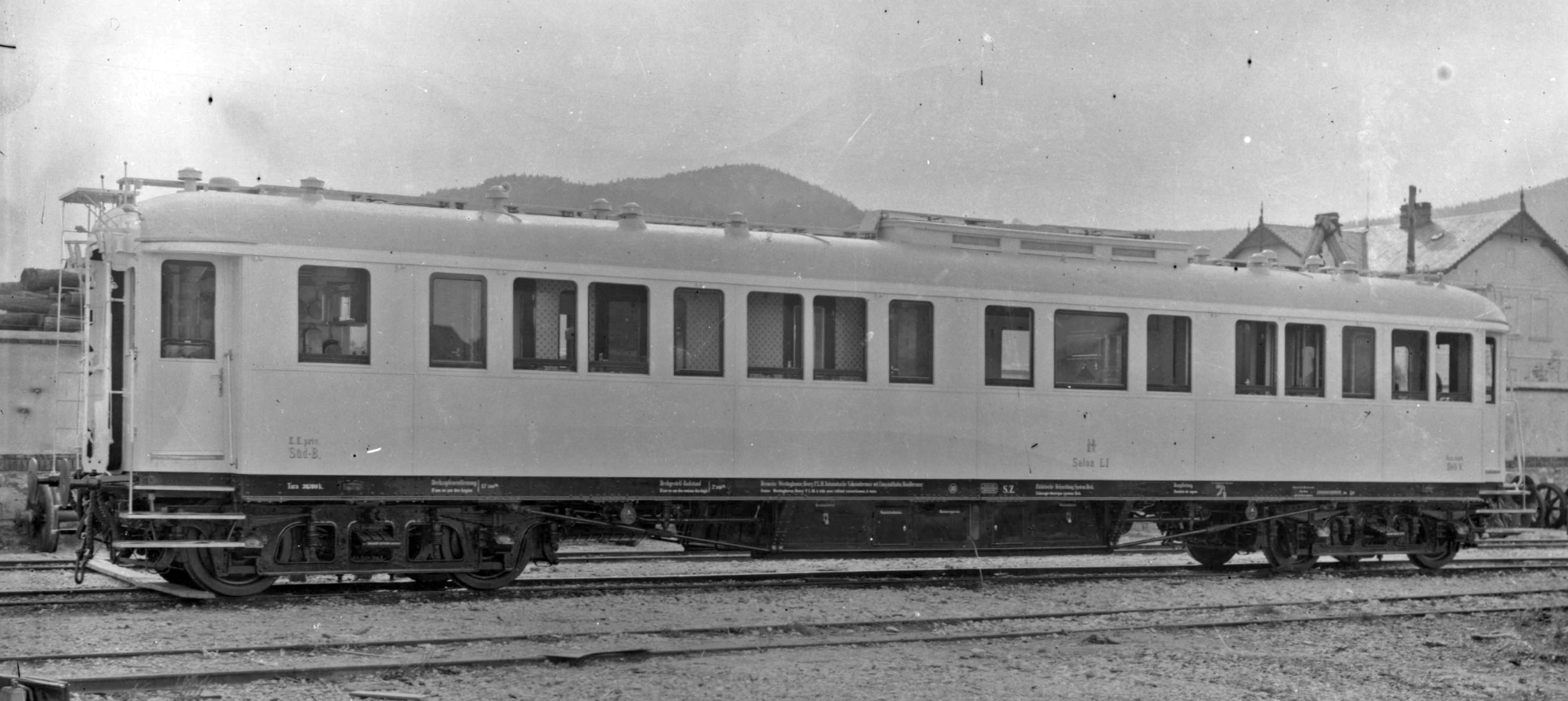
Der Salonwagen LI im Ursprungszustand mit Elfenbeinfarbener Lackierung (Werkfoto 1903)

Der Salonwagen LI (heutige Nummer Aza 1-0085) ist ein ursprünglich für den Wiener Bankier und Philanthropen Nathaniel Freiherr von Rothschild gebauter Salonwagen, der später im Tschechoslowakischen Regierungszug lief. Die Innenausstattung des museal erhaltenen Fahrzeuges entwarf Otto Wagner.

## Geschichte

Nathaniel Meyer Freiherr von Rothschild

Das Fahrzeug wurde von Nathaniel Meyer Freiherr von Rothschild im Jahr 1902 bei der Nesselsdorfer Waggonfabrik in Mähren bestellt, am 6. Oktober 1903 ausgeliefert und unter der Nummer LI (römische Zahl 51) in den Fuhrpark der Südbahn-Gesellschaft, die von der Familie Rothschild finanziert worden war, eingereiht.

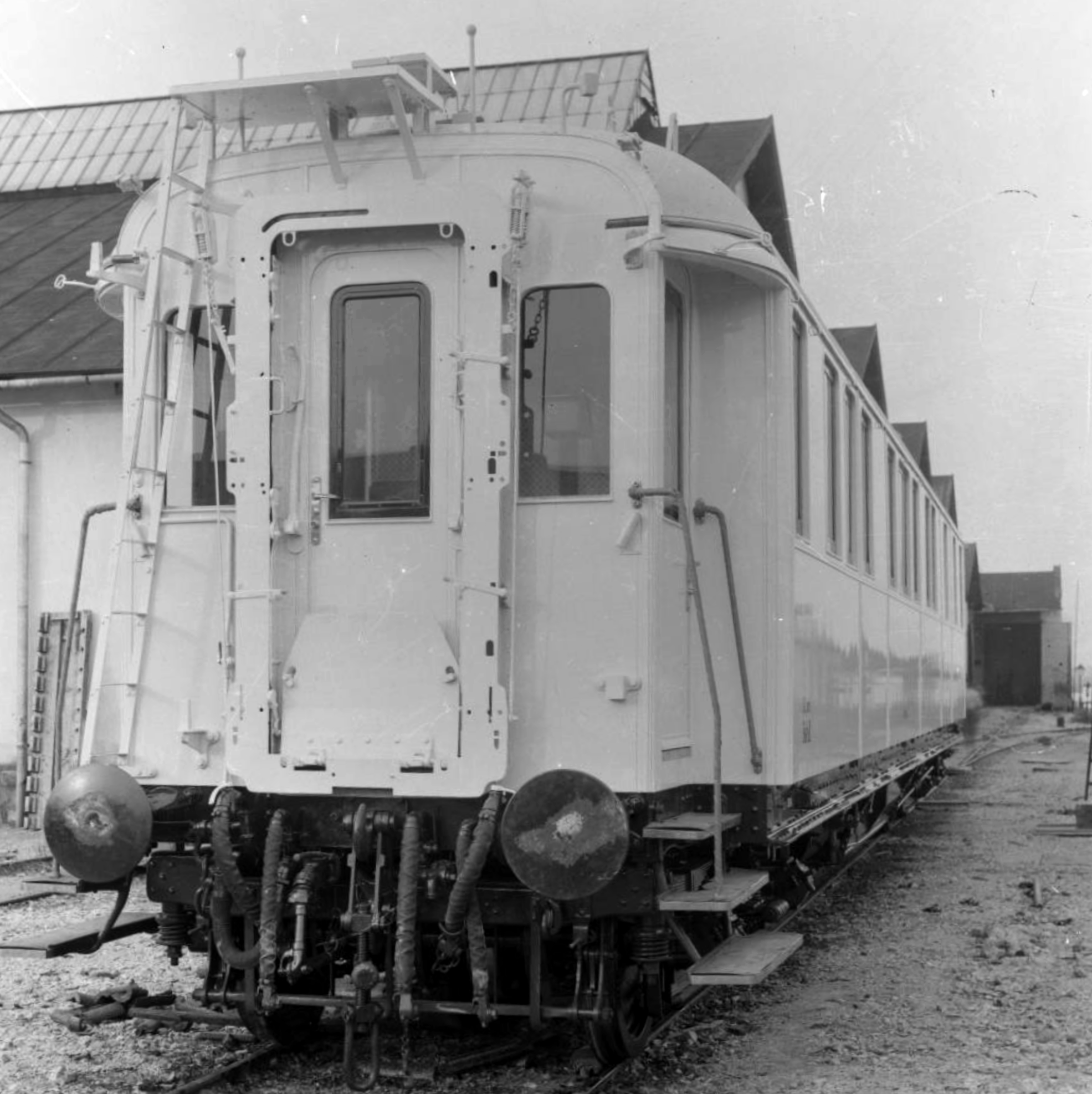
Wagen-Übergang und Einstiegsplattform (1903)

Die für europäische Verhältnisse sehr ungewöhnliche Elfenbeinfarbene Lackierung und die dezente und zugleich luxuriöse Ausstattung fand Widerhall in der zeitgenössischen Presse. Die erste Fahrt führte den Salonwagen von Wien nach Genua.

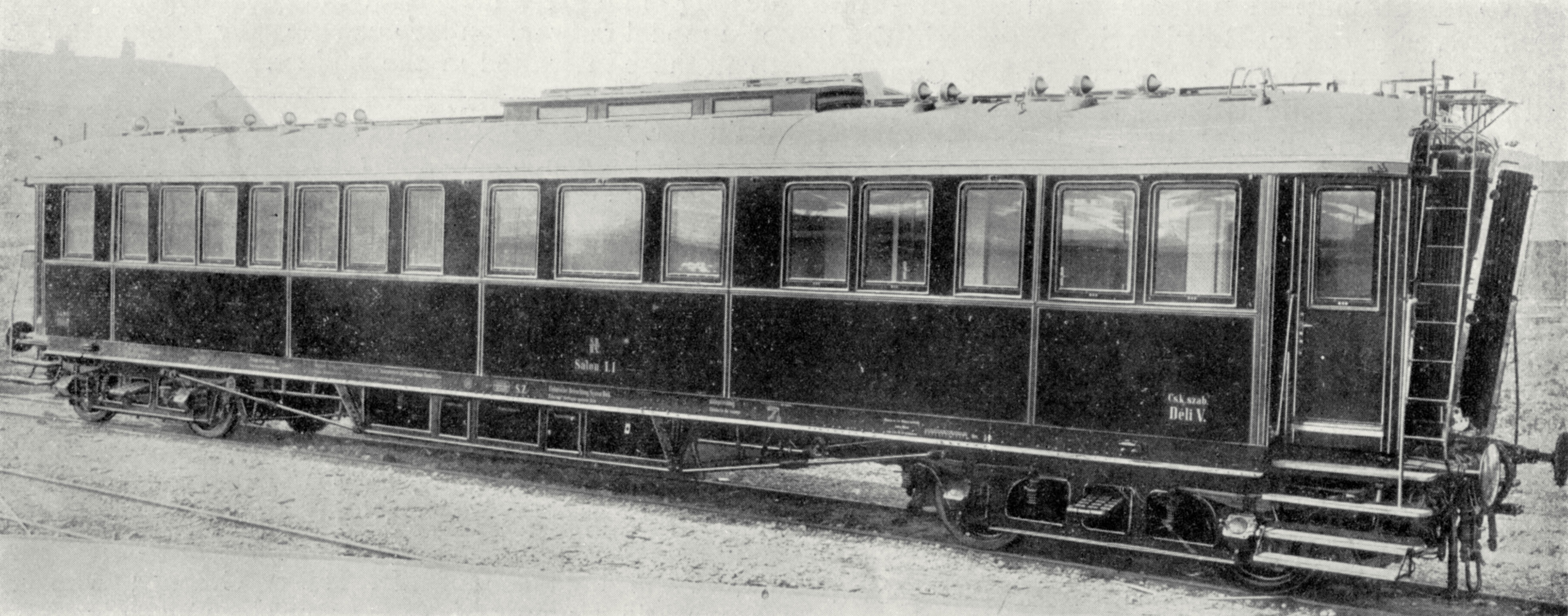
Zeitgenössische Außenansicht, rechts am Wagenkasten ist Deli V., die Abkürzung der ungarischen Bezeichnung der Südbahn-Gesellschaft, lesbar

Nathaniel Rothschild verstarb 1905 und der Wagen wurde Teil seines Nachlasses. Die Erben – seine drei Neffen Alfons Mayer, Louis Nathaniel und Eugéne von Rothschild – ließen einiges am Fahrzeug ändern, so dass der Salonwagen schließlich erst 1906 erneut übernommen wurde. Der Wagen wurde vor allem zu Fahrten nach Triest und an die französische Riviera genutzt. Bereits 1907 wurde er als Privatwagen bei den k.k. Staatsbahnen eingestellt und erhielt die Bezeichnung Salon 5, im neuen Nummernschema ab 1913 die Nummer Sa 505.
Nach dem Ersten Weltkrieg forderte die Tschechoslowakei das Fahrzeug für den Regierungszug an und erhielt es 1923 zugesprochen, dies ist insofern interessant, da es sich bei diesem Waggon ursprünglich um einen Privatwagen handelte. Der Wagen wurde dem Außenminister zugeteilt, zu dieser Zeit Edvard Beneš, und in den Jahren 1923/24 und 1925–27 zweimal umgebaut.
Der Salonwagen blieb bis Ende der 1960er Jahre Teil des Regierungszuges der Tschechoslowakischen Republik und der Tschechoslowakischen Sozialistischen Republik und kam anschließend als Bauzugwagen zum Depot Praha-Střed. Rechtzeitig wurden Eisenbahnfreunde auf die historische Bedeutung des Fahrzeuges aufmerksam, so dass es bereits kurz danach im Depot Praha-Libeň gesichert hinterstellt und 1982 dem Technischen Nationalmuseum (NTM) übereignet wurde. Aktuell ist der Salonwagen im Depot Chomutov des NTM aufbewahrt.
Die letzte fällige Revision datierte vom 23. Februar 2005. Laut dem Online-Archiv des NTM wurde der Wagen zuletzt im Jahr 2012 als Bestandteil einer Ausstellung angekündigt.

## Technik

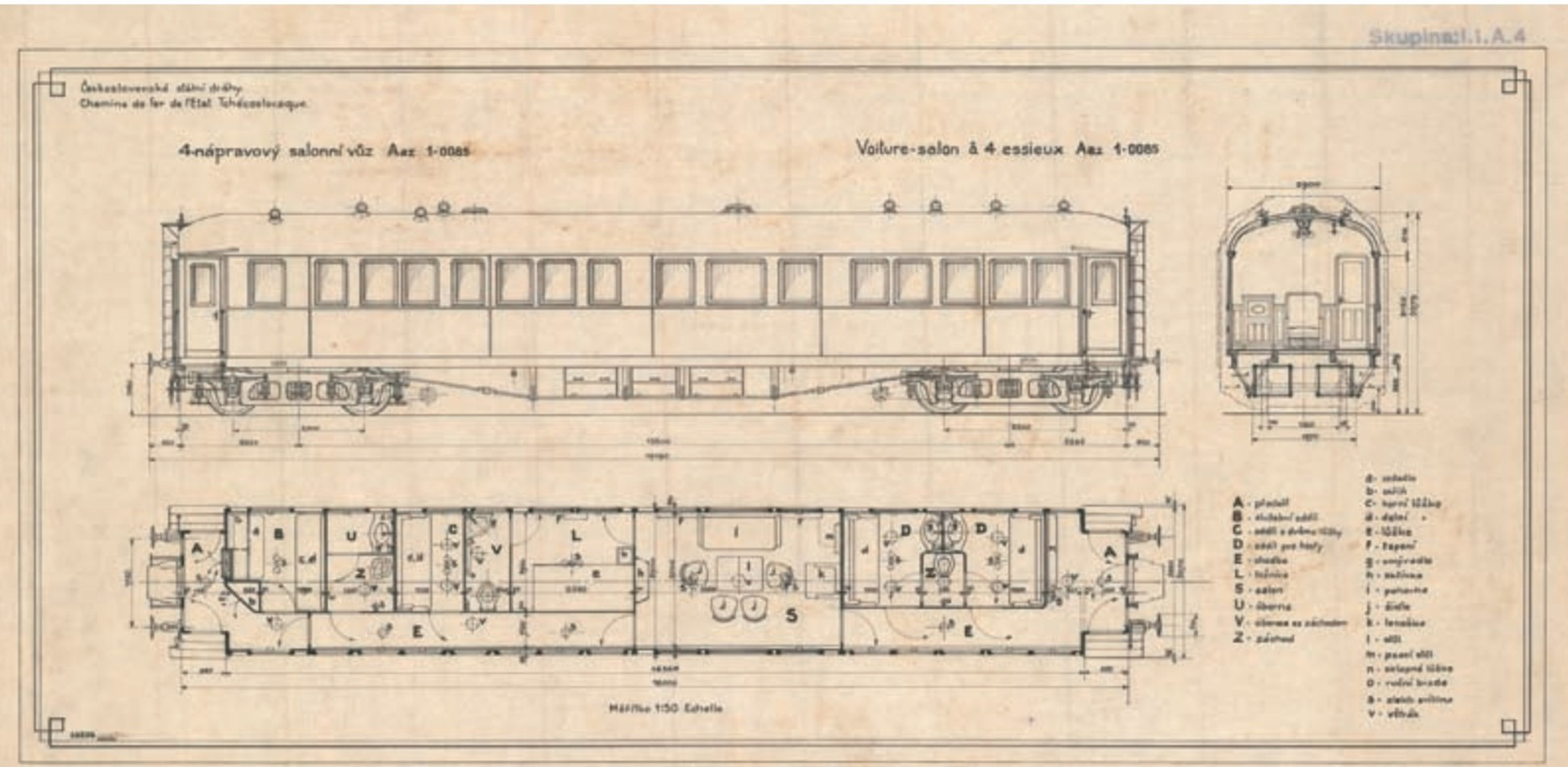
Aza 1-0085 ex Salon LI

Technisch entspricht das Fahrzeug den zur Erbauungszeit gültigen Normalien der kkStB für vierachsige Schnellzugswagen, die Länge über Puffer beträgt 19.900 mm und der Drehzapfenabstand der beiden je 2.500 mm Achsstand messenden Drehgestelle 13.500 mm. Das Fahrgestell besteht aus Stahlprofilen, der mit Blech verkleidete Wagenkasten aus Holz. Den auf den Werksfotos am Langträger zu sehenden Anschriften nach war der Wagen zu Beginn sowohl mit einer Westinghouse-Druckluftbremse, PLM-Henry-Druckluftbremse, einer automatischen Umschalt-Vakuumbremse Bauart Hardy als auch mit einer Handbremse ausgestattet und konnte somit auf allen normalspurigen Bahnen im festländischen Europa verkehren. Ferner gab es eine elektrische Beleuchtung mit 35 Glühlampen nach dem System Dick. Den Strom erhielt die Anlage über einen Dynamo, der von einer Wagenachse getrieben wurde. Die Anlage war auf 25 Ampere und 45 Volt ausgelegt. Der zugehörige Akku konnte das Fahrzeug bei Stillstand für 10 Stunden mit Strom versorgen. Als Notbeleuchtung gab es aber in jedem der Räume auch die Möglichkeit, Kerzen einzusetzen. Der Wagen besaß eine eigene Warmwasserheizung, deren Kessel von der Küche aus bedient wurde. Um im Zugverband nicht zu stören, war der Wagen zusätzlich mit einer Leitung für die Dampfheizung ausgestattet. Die Übergänge an den Wagenenden hatten dem Standard entsprechende Übergangsbrücken und Faltenbälge, so dass – insbesondere Zugpersonal – zwischen Salonwagen und Zug wechseln konnte.

## Ausstattung
Äußere Gestaltung und die Ausstattung des Salonwagens LI wurden komplett nach den Wünschen von Nathaniel Rothschild gestaltet. Er wählte helle Farben und schlichte Formen. Zur Entstehungszeit dominierten noch üppig-überladene historisierende Formen und dunkle Farben. Das nötigte einen der Berichterstatter die Nesselsdorfer Waggonfabrik in Schutz zu nehmen, dass nämlich alles nach der vom Besteller selbst getroffenen Auswahl ausgeführt werden musste. Die Hervorhebung dieser gewissermaßen gebundenen Marschroute ist aus dem Grunde notwendig, weil es manche geben dürfte, welche die Ausstattung des Wagens in einzelnen Punkten nicht ganz nach ihrem Geschmacke finden dürften …

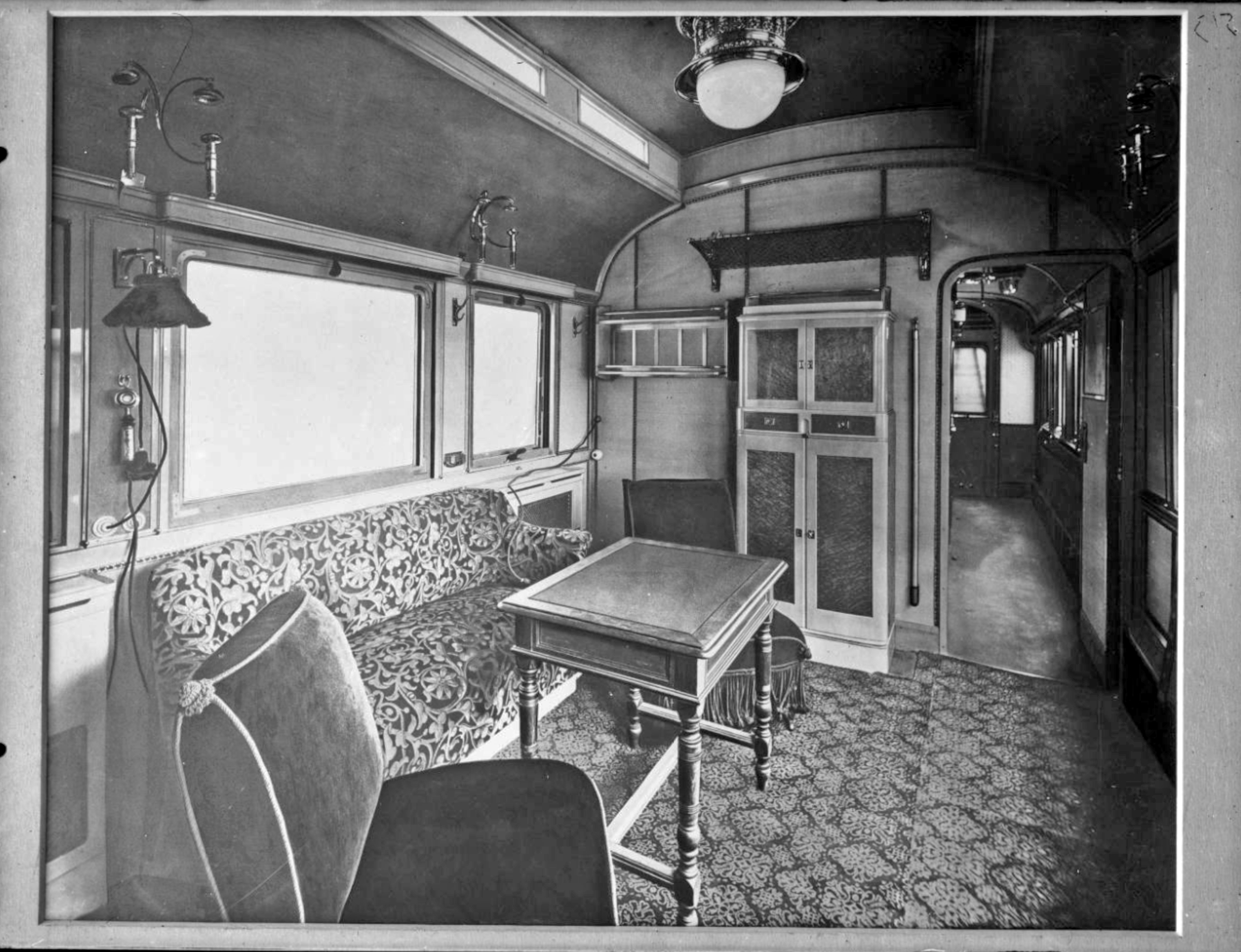
Salon (1903)

Der Wagen besaß an beiden Enden je einen geschlossenen Einstiegsbereich und war im Übrigen folgendermaßen eingeteilt:
- Zwei Schlafabteile an einem Seitengang mit gemeinsamer, mittig gelegener Toilette und – in Nachtstellung – mit je zwei übereinander angeordneten Liegen.
- Salon, der sich über die gesamte Breite des Wagens erstreckte.
- Großes Schlafabteil, wieder mit Seitengang, für Nathaniel Rothschild. Das Abteil hatte sowohl einen direkten Zugang zum Salon als auch zum Seitengang. Hier stand ein Messing-Bettgestell. Mittig im Abteil situiert, in den Boden eingelassen, befand sich eine Sitzbadewanne. Weiter gab es einen Waschtisch aus Marmor. Daneben war ein als Sessel getarntes WC platziert. Der zum Temperieren des Badewassers notwendige Badeofen war in der Küche aufgestellt.
- Kleineres Abteil für Personal am Seitengang mit zwei gegenüberliegenden Sitzbänken, die zu vier Liegen umgeklappt werden konnten.
- Personal-Toilette, vom Seitengang aus zu betreten.
- Küche, die für koscheres Kochen ausgelegt war. Sie bezog den Einstiegsraum am Wagenende mit ein und besaß eine Einrichtung aus Pitchpine- und Fichtenholz, Vorratsschränken und Anrichte sowie einen Sparherd.

Auf Wunsch des Auftraggebers wurde auf die damals üblichen Teppichböden verzichtet, stattdessen auf weicher Unterlage Linoleum verlegt. Die Wände waren mit hellen Tapeten mit feinem Blumenmuster tapeziert, die Bezüge von Sitzen und Bänken in Blautönen und ebenfalls mit floralen Mustern gehalten. Holzleisten, Täfelungen, Türen und Fenster waren weiß lackiert oder in Mahagoni ausgeführt. Im Gegensatz zum damals üblichen Messing waren die Griffe und Armaturen in blankem Metall gehalten. Das Fahrzeug war im Auslieferungszustand außen Elfenbeinfarben lackiert und besaß rote Verzierungen und Anschriften, zur damaligen Zeit sehr außergewöhnlich.

## Umbauten

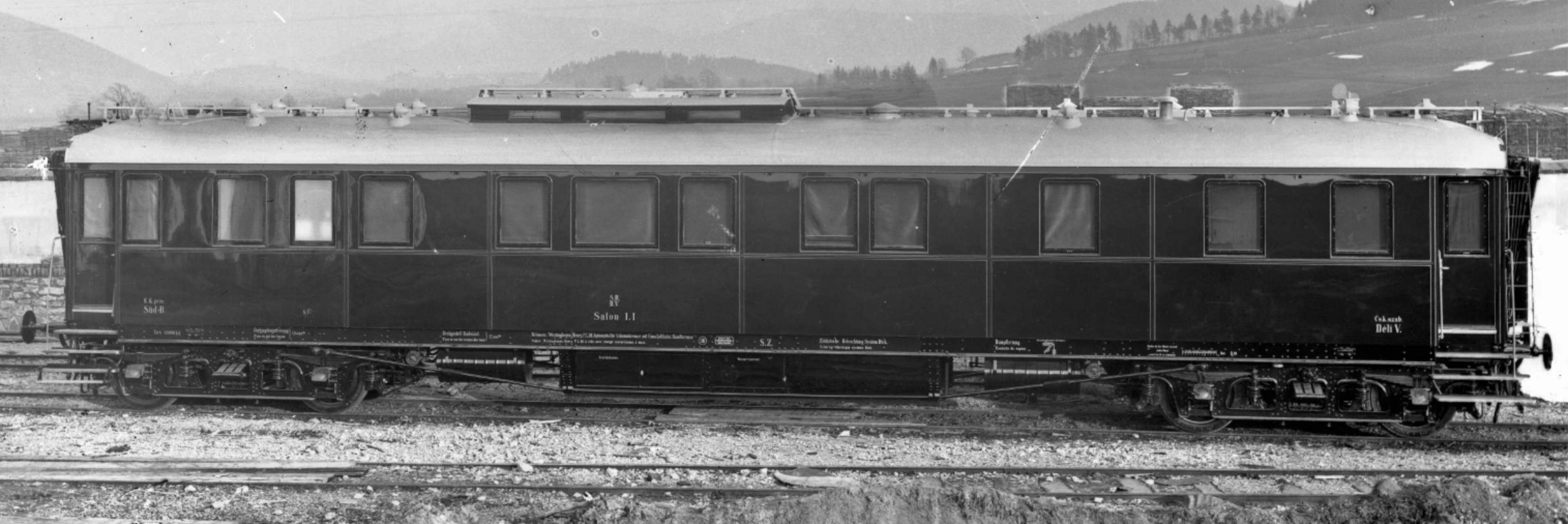
Nach dem Umbau mit blauem Anstrich

Nach der Übernahme durch die Erben erfolgte neben einigen Umgestaltungen im Inneren (nun herrschten eher dunklere Farben und Holztöne vor) die Änderung der Außenlackierung auf eine dezentere (und wohl auch pflegeleichtere) blaue Farbgebung. Äußere Anschriften gab es in Deutsch und Französisch. Die reichhaltige Ausstattung bedingte auch ein für damalige Zeit hohes Wagengewicht von 42,5 Tonnen.
Nach der Übernahme durch die Tschechoslowakei folgten zwei weitere Umbauten, die die Bettenzahl von sechs auf neun erhöhten. Auf einem Übersichtsplan aus dieser Zeit fehlt die Sitzbadewanne im Hauptabteil, dafür erhielt dieses ein eigenes Bad mit WC. Das Bett lag nun in Fahrtrichtung und war größer ausgeführt. Auch die beiden kurzen Laternendächer über Salon und Küche verschwanden im Zuge dieser Umbauten.
1947 zeigte sich die Raumaufteilung wie folgt: Auf der einen Seite des mit einem Notbett versehenen Salonabteils befanden sich entlang des Seitengangs das große Hauptabteil sowie zwei Dienstabteile mit jeweils zwei Betten (inkl. Waschraum und WC). Die ursprüngliche Küche war dafür ausgebaut. Auf der anderen Seite des Salonbereichs waren nach wie vor zwei Abteile mit jeweils einem Bett und einem Waschtisch sowie einer gemeinsamen Toilette am Seitengang angeordnet. Der Wagen besaß zu dieser Zeit eine Radioanlage mit Antenne, ein Telefon und war mit einem Kabel zum Anschluss an eine elektrische Zugheizung ausgestattet. Über spätere Umbauten ist nichts bekannt.

## Bilder

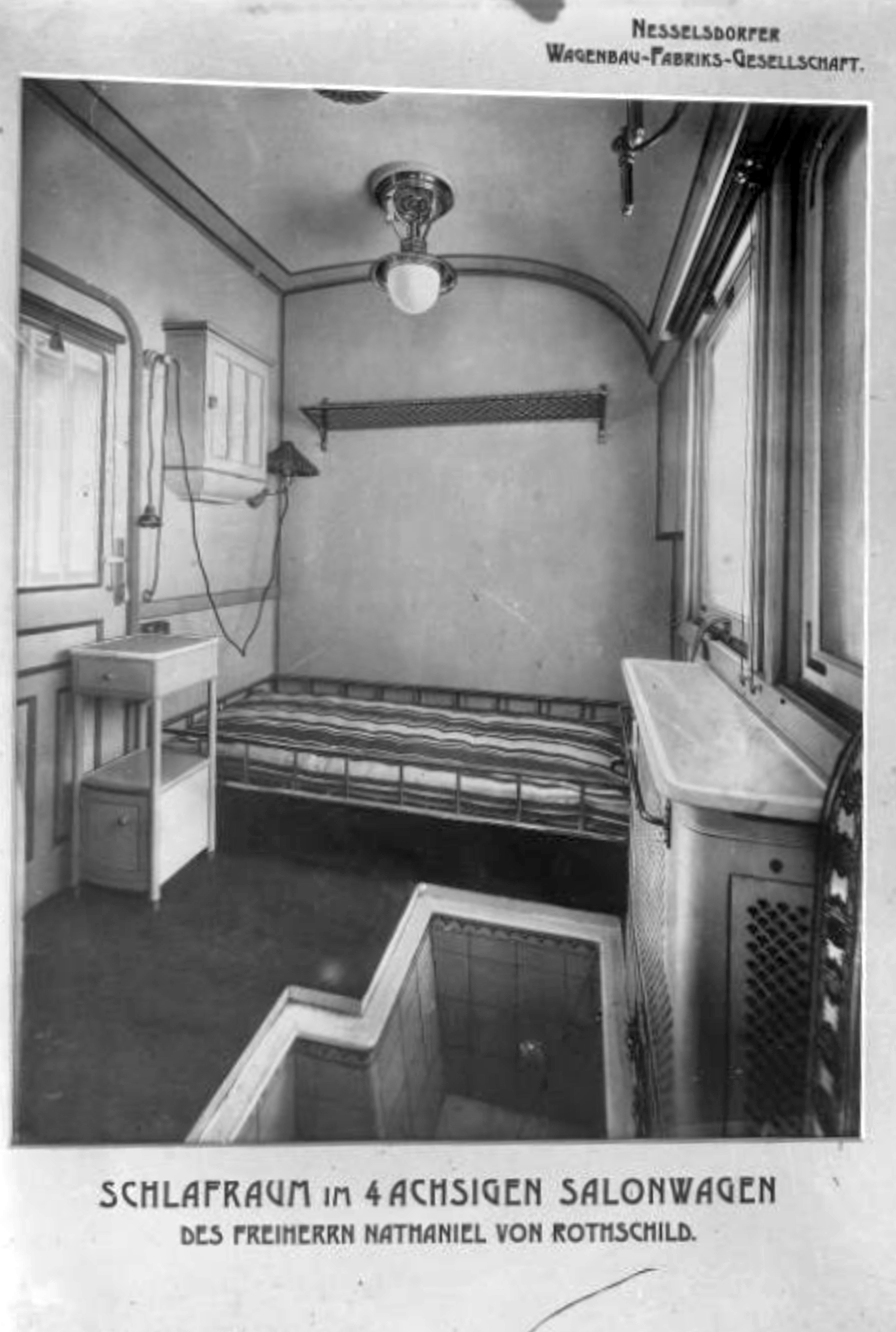
Das Hauptabteil mit Sitzbadewanne im Ursprungszustand
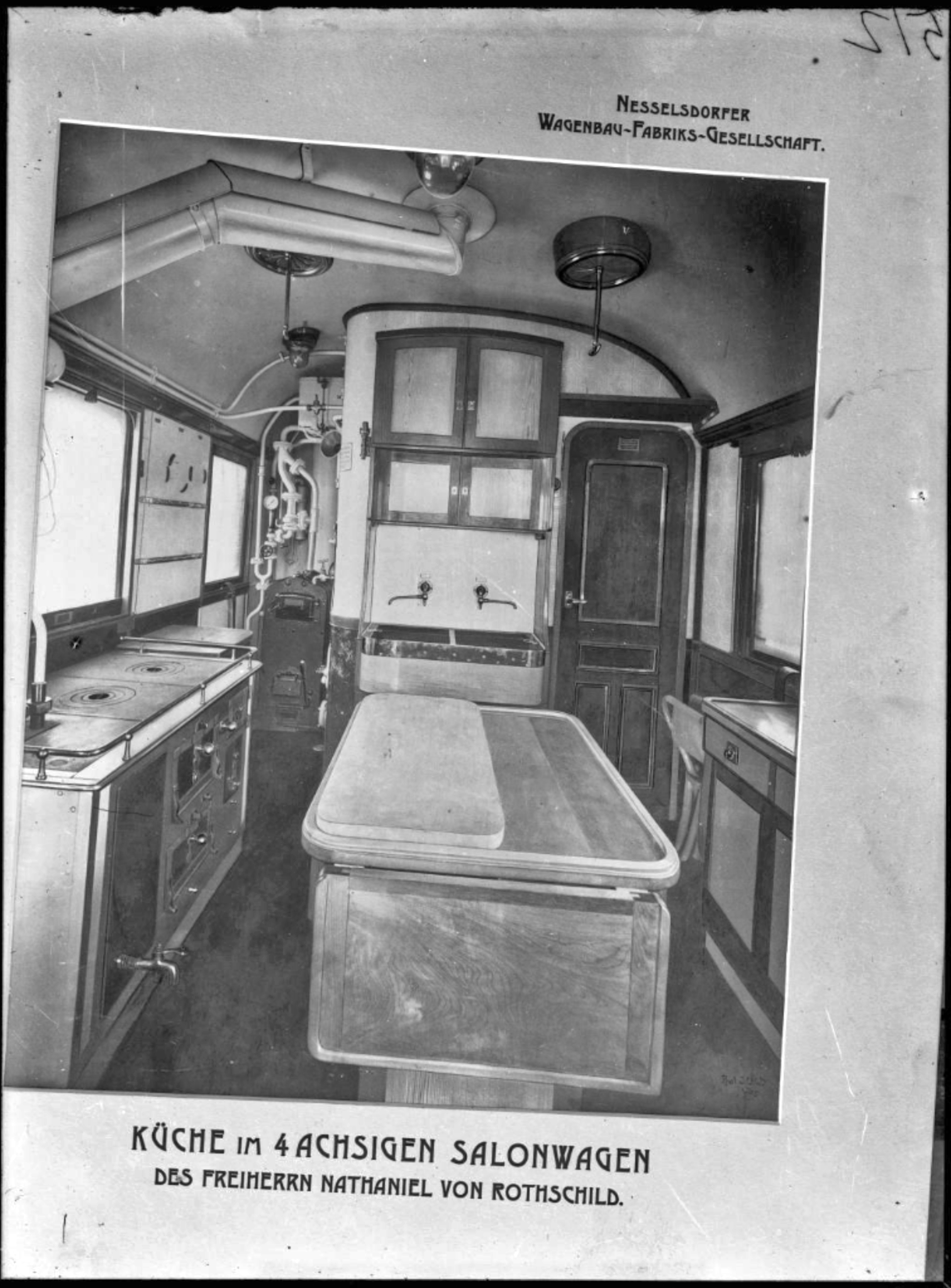
Küche mit Kohlenherd und Badeofen (links)
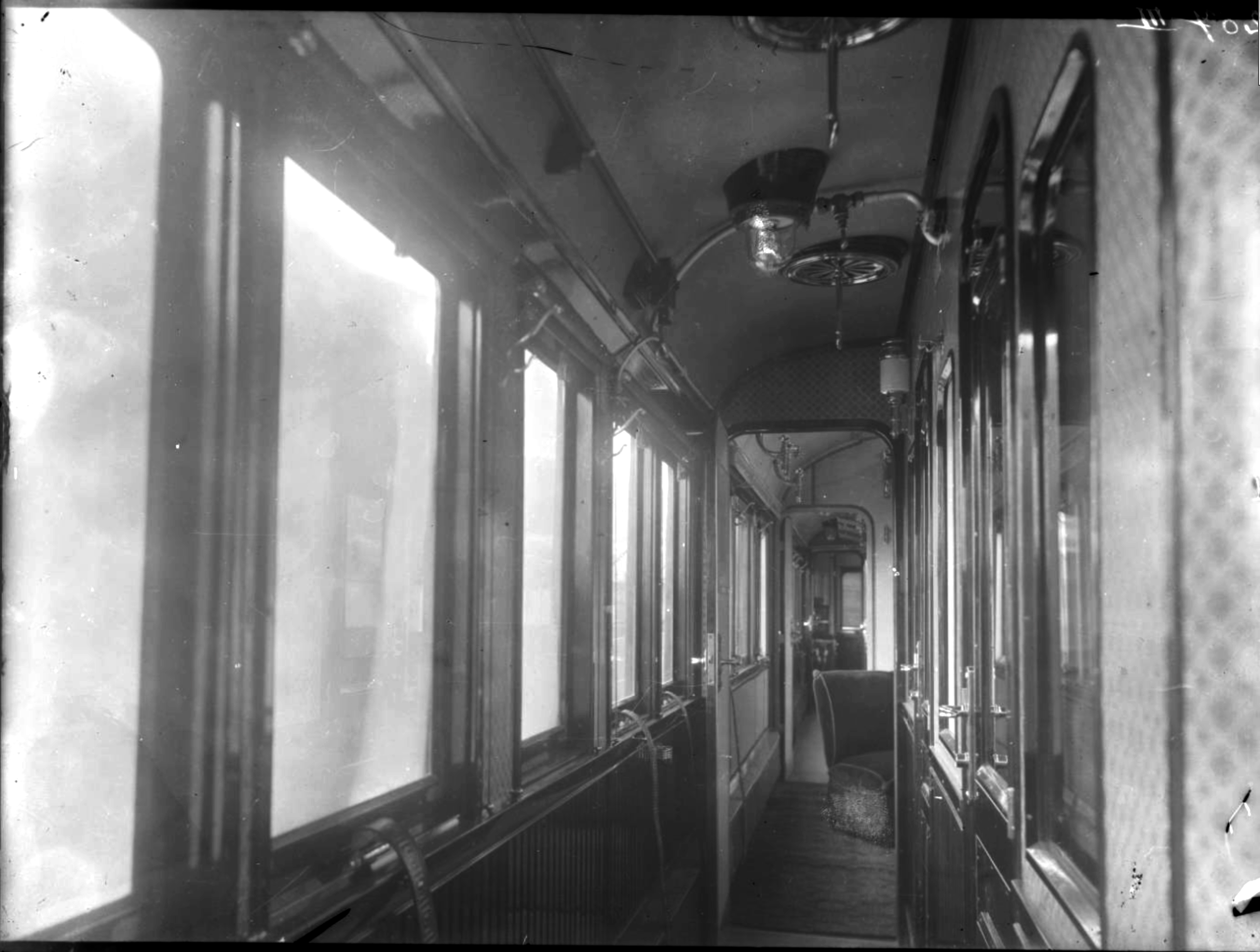
Korridor (nach der Umgestaltung, ca. 1906)
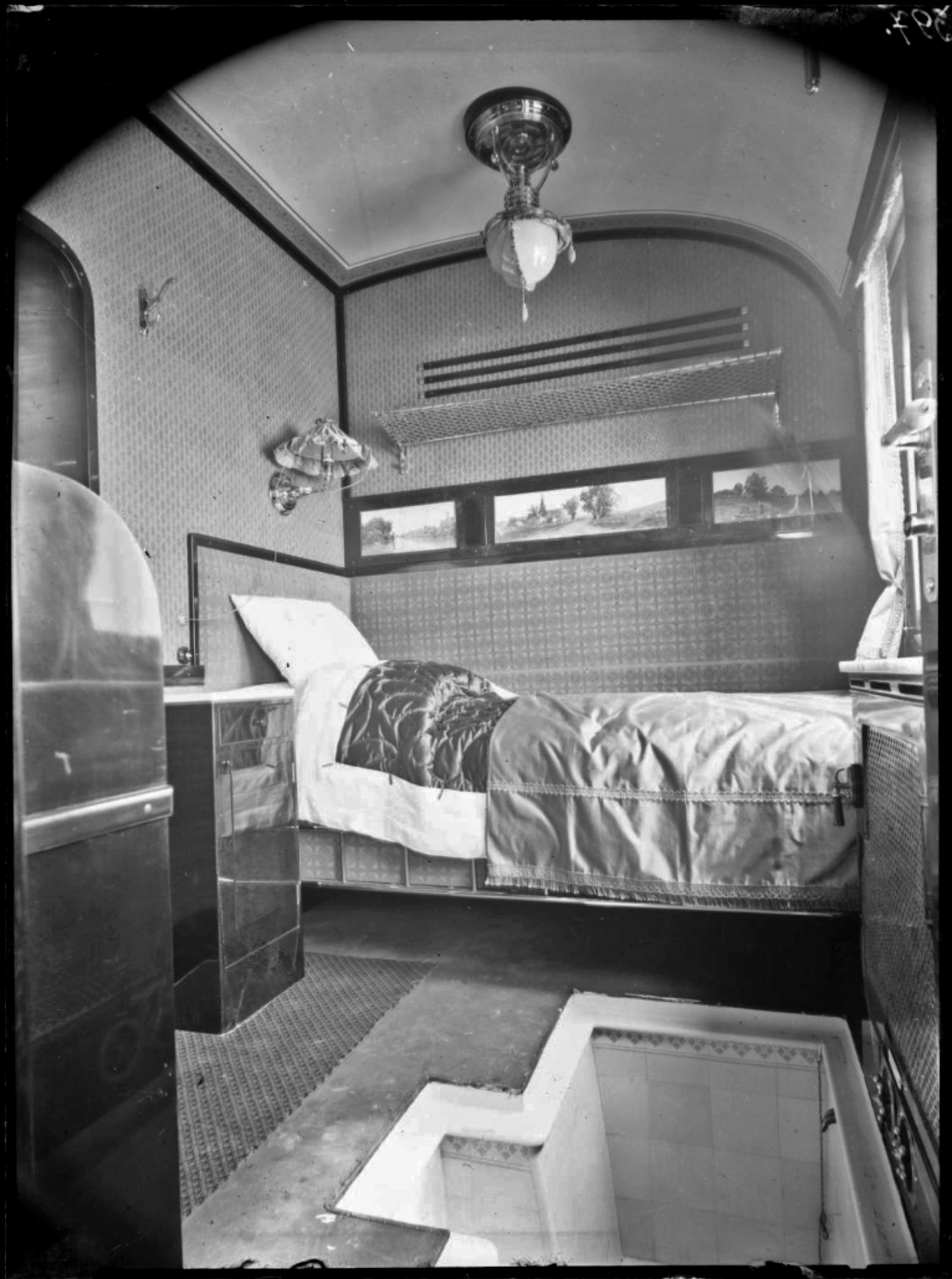
Das Hauptabteil nach der Umgestaltung (ca. 1906)
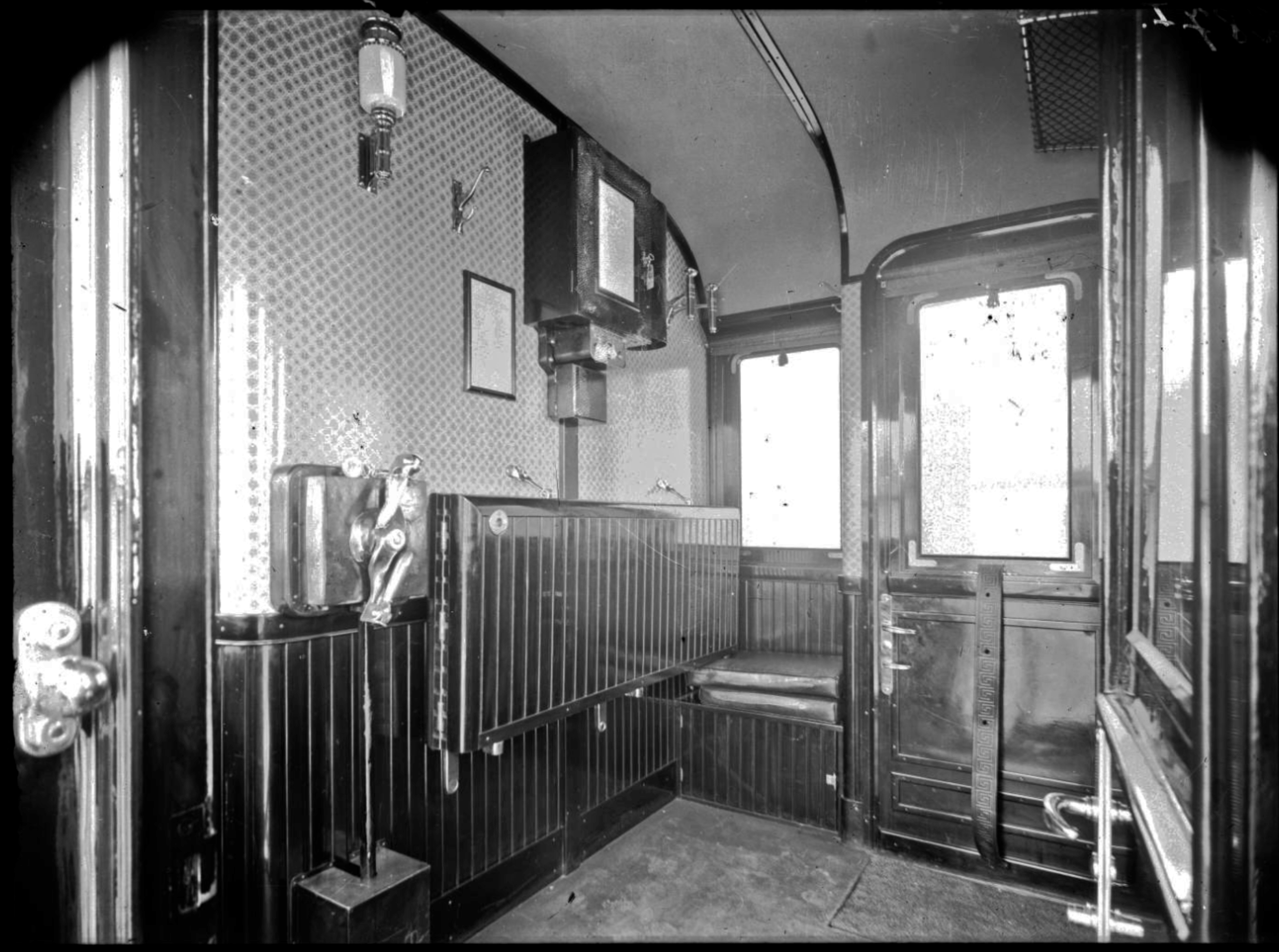
Einstiegsplattform mit Schaffnerplatz und aufklappbarer Liege (nach der Umgestaltung, ca. 1906)
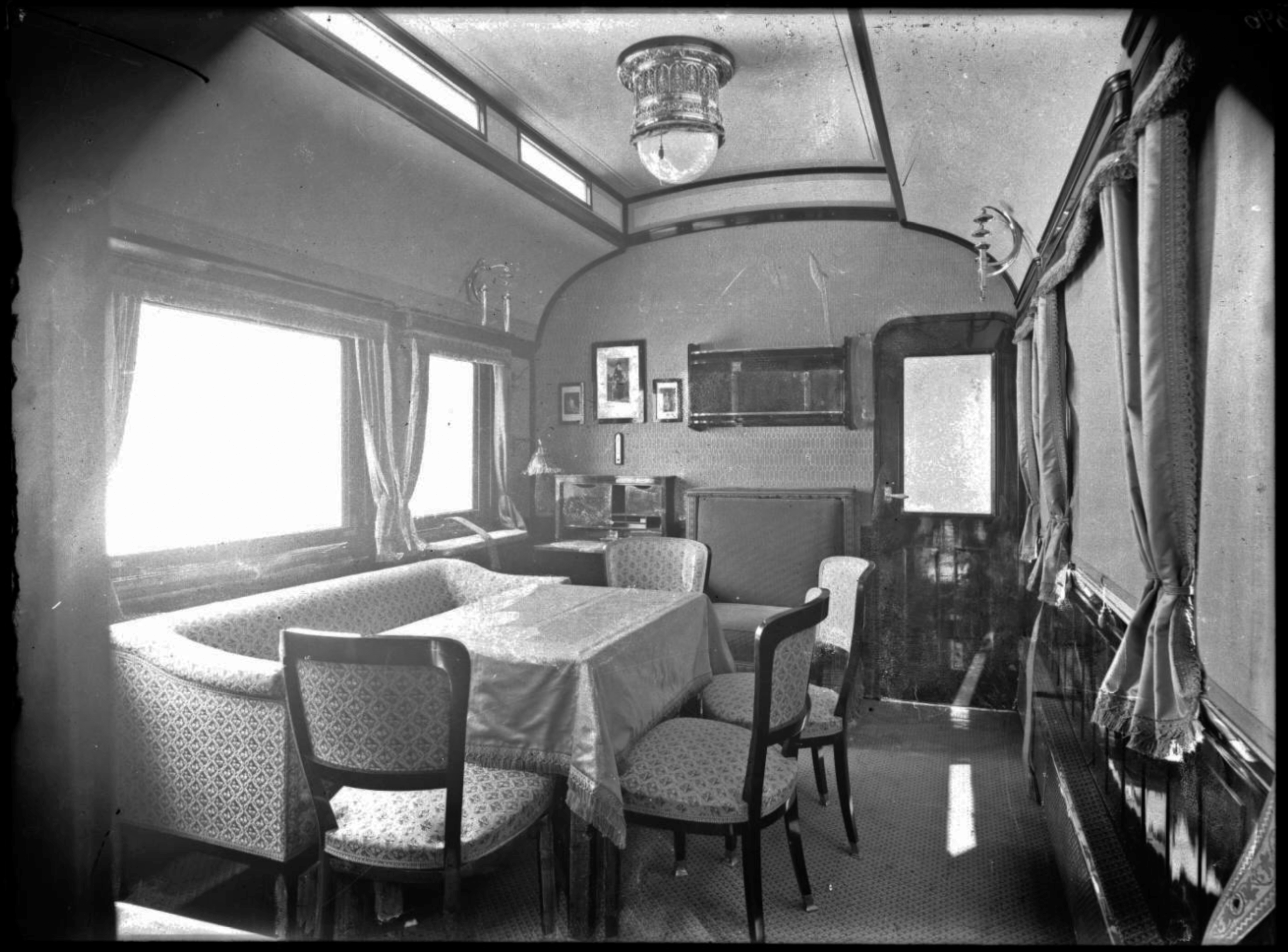
Der Salon nach der Umgestaltung (ca. 1906)